# Ar-Namys

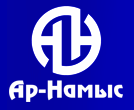
Logo d’Ar-Namys

Ar-Namys (« dignité » en kirghiz)  est un parti politique kirghiz conservateur fondé par Felix Koulov le 9 juillet 1999 et toujours dirigé par Felix Koutov. Selon « Radio Liberté », il est favorable à des liens amicaux avec la fédération de Russie.
En 2010, le parti occupe la troisième place aux élections législatives avec 7,74 % des voix et remporte 25 sièges au Parlement.